# 肿足鳞毛蕨
肿足鳞毛蕨（学名：Dryopteris pulvinulifera）为鳞毛蕨科鳞毛蕨属下的一个种。